# Heron de Alexandria
Heron de Alexandria, ou ainda Hero ou Herão (10 d.C. - 80 d.C.) foi um matemático e mecânico grego. John Hungerford Pollen considera que Herão viveu no século III a.C..
Geômetra e engenheiro grego, Heron esteve ativo em torno do ano 62. É especialmente conhecido pela fórmula que leva seu nome e se aplica ao cálculo da área do triângulo. Seu trabalho mais importante no campo da geometria, Metrica, permaneceu desaparecido até 1896.
Ficou conhecido por inventar um mecanismo para provar a pressão do ar sobre os corpos, que ficou para a história como o primeiro motor a vapor documentado, a eolípila.

## Obras

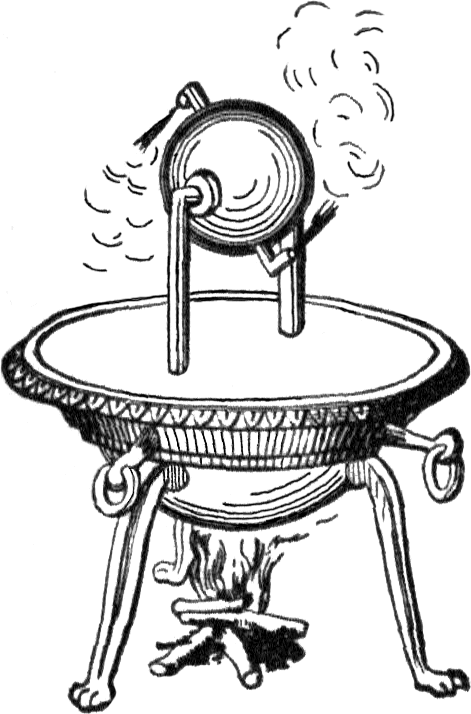
Eolípila: um simples motor a vapor

É de sua autoria um tratado chamado Métrica, que versa sobre a medição de figuras simples de planos sólidos, com prova das fórmulas envolvidas no processo. Tratava da divisão das figuras planas e sólidas e contém a fórmula de Herão (embora esta talvez tenha sido descoberta por Arquimedes) para o cálculo da área de um triângulo e um método (já antecipado pelos babilônios) de aproximação a uma raiz quadrada de números não quadrados.
Sua Mecânica foi preservada pelos árabes e anuncia a regra do paralelogramo para a composição de velocidades. Determina os centros simples de gravidade e discute as engrenagens pelas quais uma pequena força pode ser usada para levantar grandes pesos.
Ele escreveu um manual de poliorcética, que foi usado com uma das fontes por um autor bizantino anônimo, usualmente chamado de Heron de Bizâncio, para escrever o livro Parangelmata Poliorcetica (Instruções para a Guerra de Cerco).
Heron também projetou autômatos, ou dispositivos que operavam de forma automática, como portas de templos que se abriam sozinhas, alimentadas por sistemas hidráulicos e de contrapesos. Esses autômatos, usados para fins religiosos, teatrais ou recreativos, demonstram a habilidade de Heron em criar engenhocas mecânicas com base no conhecimento físico e tecnológico disponível em sua época. 
A obra Pneumática, de Heron, é um compêndio das suas invenções e descobertas mecânicas. Nela, ele descreve mais de 70 dispositivos, muitos dos quais funcionavam com ar, vapor ou água, como fontes automáticas e instrumentos musicais movidos por ar. A obra é um exemplo claro de como Heron aplicava a ciência na criação de objetos do cotidiano, combinando suas habilidades em física com criatividade e engenhosidade.

## Publicações

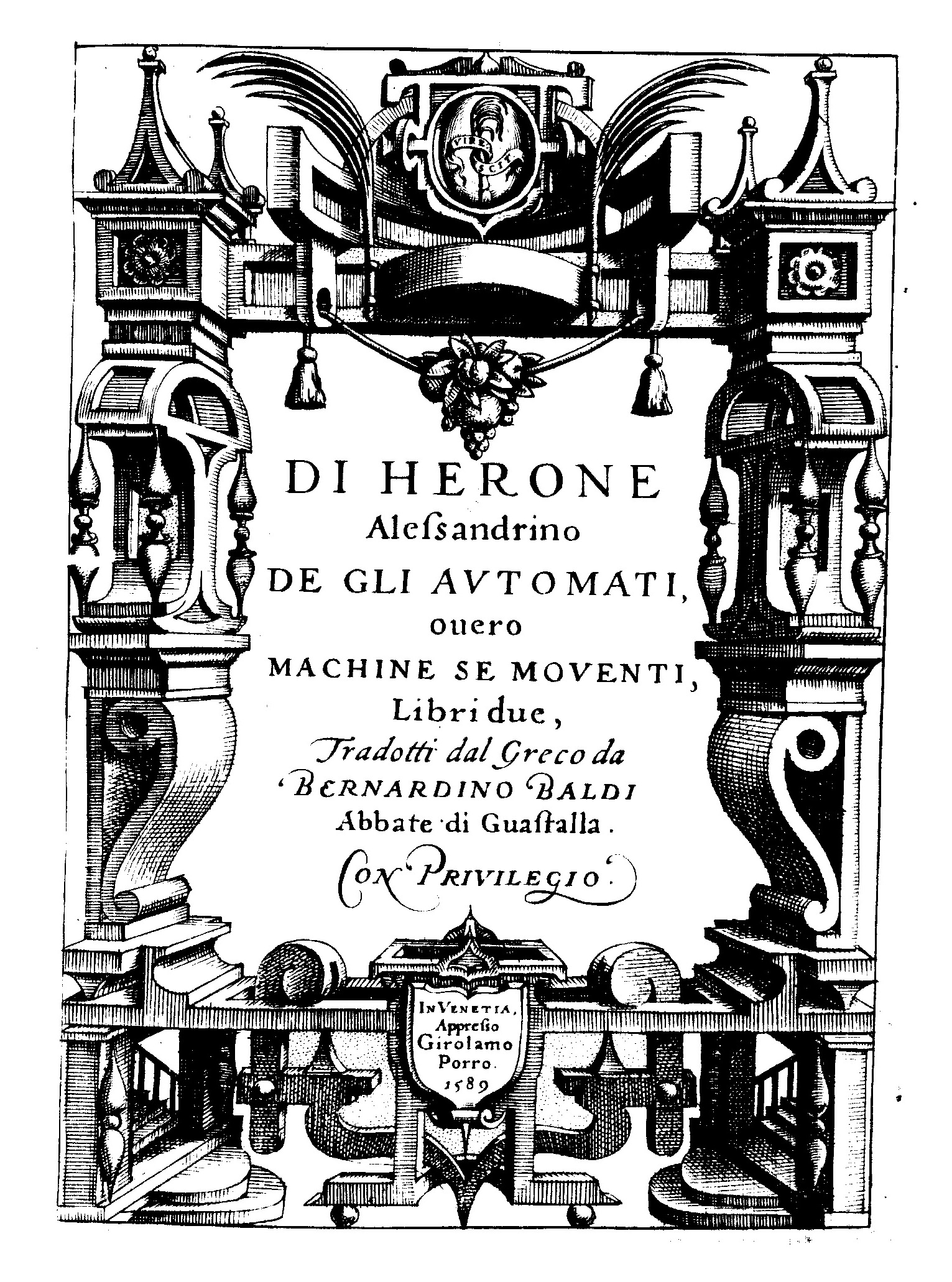
O livro Sobre autômatos de Hero de Alexandria (edição de 1589)

A edição mais abrangente das obras de Hero foi publicada em cinco volumes em Leipzig pela editora Teubner em 1903.
Trabalhos conhecidos por terem sido escritos por Hero incluem:
- Pneumatica (Πνευματικά), uma descrição de máquinas que trabalham com ar, vapor ou pressão de água, incluindo o hydraulis ou órgão de água[8]
- Automata, uma descrição de máquinas que permitem maravilhas em banquetes e possivelmente também em contextos teatrais por meios mecânicos ou pneumáticos (por exemplo, abertura ou fechamento automático de portas de templos, estátuas que servem vinho e leite, etc.)[9]
- Mechanica, preservada apenas em árabe, escrita para arquitetos, contendo meios para levantar objetos pesados
- Metrica, uma descrição de como calcular superfícies e volumes de diversos objetos
- Sobre a Dioptra, coleção de métodos para medir comprimentos, obra na qual são descritos o odômetro e a dioptra, aparelho que se assemelha ao teodolito.
- Belopoeica, uma descrição de máquinas de guerra
- Catoptrica, sobre a progressão da luz, reflexão e uso de espelhos

Obras que às vezes foram atribuídas a Hero, mas agora são consideradas mais prováveis de terem sido escritas por outra pessoa:
- Geometrica, uma coleção de equações com base no primeiro capítulo da Metrica
- Stereometrica, exemplos de cálculos tridimensionais com base no segundo capítulo do Metrica
- Mensurae, ferramentas que podem ser usadas para realizar medições baseadas em Stereometrica e Metrica
- Cheiroballistra, sobre catapultas
- Definitiones, contendo definições de termos para geometria

Obras que são preservadas apenas em fragmentos:
- Geodésia
- Geoponica